# Letestudoxa
Letestudoxa es un género de plantas fanerógamas con cuatro especies perteneciente a la familia de las anonáceas. Son nativas de África central y occidental.

## Taxonomía
El género fue descrito por François Pellegrin y publicado en Bulletin du Muséum National d'Histoire Naturelle 26: 654. 1920.  La especie tipo es: Letestudoxa bella

## Especies
| - Letestudoxa bella - Letestudoxa glabrifolia - Letestudoxa grandifolia - Letestudoxa lanuginosa |